# Map Tydeman (1913-2008)
Meinard (Map) Tydeman (Breda, 26 februari 1913 – Blaricum, 26 november 2008) was een Nederlands liberaal politicus. Van 1949 tot 1958 was hij burgemeester in Westkapelle en van 1958 tot 1973 in Blaricum. Tussen 1946 en 1980 was hij dijkgraaf van diverse waterschappen, waaronder Vallei & Eem en Beoosten de Eem.
Tijdens zijn burgemeesterschap schoot de politie in 1956 in Kamp Westkapelle op een groep ongewapende Molukkers die actie voerden na de plotselinge invoering van de zelfzorgregeling. Negen mensen raakten gewond en alle mannen uit het kamp (ruim veertig) werden gevangen gezet. De rol van Tydeman is nooit officieel onderzocht en hij bagatelliseerde de schietpartij en stelde dat de politie op ongewapende mensen mocht schieten als die op hen af kwamen. Hij ging nauwelijks in op de verwondingen, al erkende hij dat iemand een oog kwijt was geraakt.
In 1972 werd Tydeman benoemd tot ereburger van Blaricum en er werd een plein naar hem vernoemd. Hij stond in Blaricum bekend als een beminnelijk en integer man, met hart voor zijn gemeente.

## Vernoemingen
- In 1976 werd bij de ingebruikstelling het Gemaal Tydeman naar Tydeman vermoemd.
- Het Burgemeester Tydemanplein in Blaricum is naar hem vernoemd. In 2025 werd er een tekstbord over de gebeurtenissen rond Kamp Westkapelle geplaatst. met onder andere: "Terugkijkend hebben de Molukkers nodeloos geleden onder het beleid van Tydeman".[3]